# قضاة منتصف الليل
قانون قضاة منتصف الليل (المعروف أيضًا باسم قانون القضاء لعام 1801، ورسميًا قانون لتوفير التنظيم الأكثر ملاءمة لمحاكم الولايات المتحدة) هو قانون أمريكي أصدر الرئيس جون آدامز في 1801 بهدف توسع القضاء الفيدرالي للولايات المتحدة. وقد حظي هذا القانون بدعم إدارة جون آدامز والحزب الفيدرالي. وُصِف إقرار هذا القانون بأنه "آخر إنجاز سياسي كبير للفيدراليين".
بينما يرى معارضو القانون أنه لم تكن هناك حاجة لتوسيع نطاق القضاء الفيدرالي؛ وأن التعيينات القضائية كانت تهدف إلى ترسيخ سيطرة الحزب الفيدرالي على القضاء؛ وأن التعيينات كانت متسرعة (ومن ثم وُصِمَت بأنها "تعيينات منتصف الليل"). وأُلغى القانون من قبل إدارة توماس جيفرسون التالية.